# Guadalupe (Chihuahua)
Pour les articles homonymes, voir Guadalupe.
Guadalupe est une ville située dans l'État du Chihuahua, au nord du Mexique. C'est le siège de la municipalité de Guadalupe (en).
Elle est proche de la frontière entre les États-Unis et le Mexique.